# Низовка (Вологодская область)
Низовка — деревня в Грязовецком районе Вологодской области на реке Кохтыш.
Входит в состав Комьянского муниципального образования, с точки зрения административно-территориального деления — в Ведерковский сельсовет.
Расстояние до районного центра Грязовца по автодороге — 36 км, до центра муниципального образования Хорошево по прямой — 8 км. Ближайшие населённые пункты — Ведерково, Ивняк, Заречье, Сычево, Бушуиха, Обериха.
По переписи 2002 года население — 24 человека (12 мужчин, 12 женщин). Всё население — русские.